# Черепановский сельсовет
Черепановский сельсовет — муниципальное образование со статусом сельского поселения и административно-территориальное образование в Змеиногорском районе Алтайского края России. Административный центр — посёлок Беспаловский.

## Население
| 1997  | 1998  | 1999  | 2000  | 2001  | 2002  |
| ----- | ----- | ----- | ----- | ----- | ----- |
| 1708  | ↘1544 | ↘1461 | ↗1491 | ↘1372 | ↘1341 |
| 2003  | 2004  | 2005  | 2006  | 2007  | 2008  |
| ↗1344 | ↘1295 | ↘1255 | ↘1210 | ↘1191 | ↘1176 |
| 2009  | 2010  | 2011  | 2012  | 2013  | 2014  |
| ↘1156 | ↘1062 | ↘1055 | ↗1098 | ↘1069 | ↘1065 |
| 2015  | 2016  | 2017  | 2018  | 2019  | 2020  |
| ↘1048 | ↘1029 | →1029 | ↘994  | ↘976  | ↗978  |
| 2021  |       |       |       |       |       |
| ↘963  |       |       |       |       |       |

По результатам Всероссийской переписи населения 2010 года, численность населения муниципального образования составила 1062 человека, в том числе 518 мужчин и 544 женщины. Оценка Росстата на 1 января 2012 года — 1098 человек.

## Населённые пункты
В состав сельского поселения входит 3 населённых пункта:
- посёлок Беспаловский,
- посёлок Красногвардейский,
- посёлок Черепановский.